# Jeff Timmons
Jeffrey Brandon Timmons, detto Jeff (Canton, 30 aprile 1973), è un cantante statunitense.

## Carriera
Nel 1997 a Los Angeles ha cofondato il gruppo 98 Degrees (o 98º) insieme a Nick Lachey, Drew Lachey e Justin Jeffre. La boy band ha inciso il primo eponimo album per la Motown nel 1998, ha collaborato tra gli altri con Mariah Carey e Stevie Wonder e ha pubblicato cinque album in studio in totale fino al 2002, anno in cui si è sciolta.
Nell'agosto 2004 Timmons ha pubblicato l'album da solista Whisper That Way.
Nel 2007 partecipa al programma televisivo Mission Man Band.
Nel dicembre 2009 offre gratuitamente l'album Emotional High su internet.

## Discografia

### Solista
Album
- 2004 - Whisper That Way

Singoli
- 2004 - Whisper That Way
- 2004 - Better Days
- 2005 - Favorite Star
- 2009 - Emotional High
- 2014 - That Girl